# Рамадан в Індії

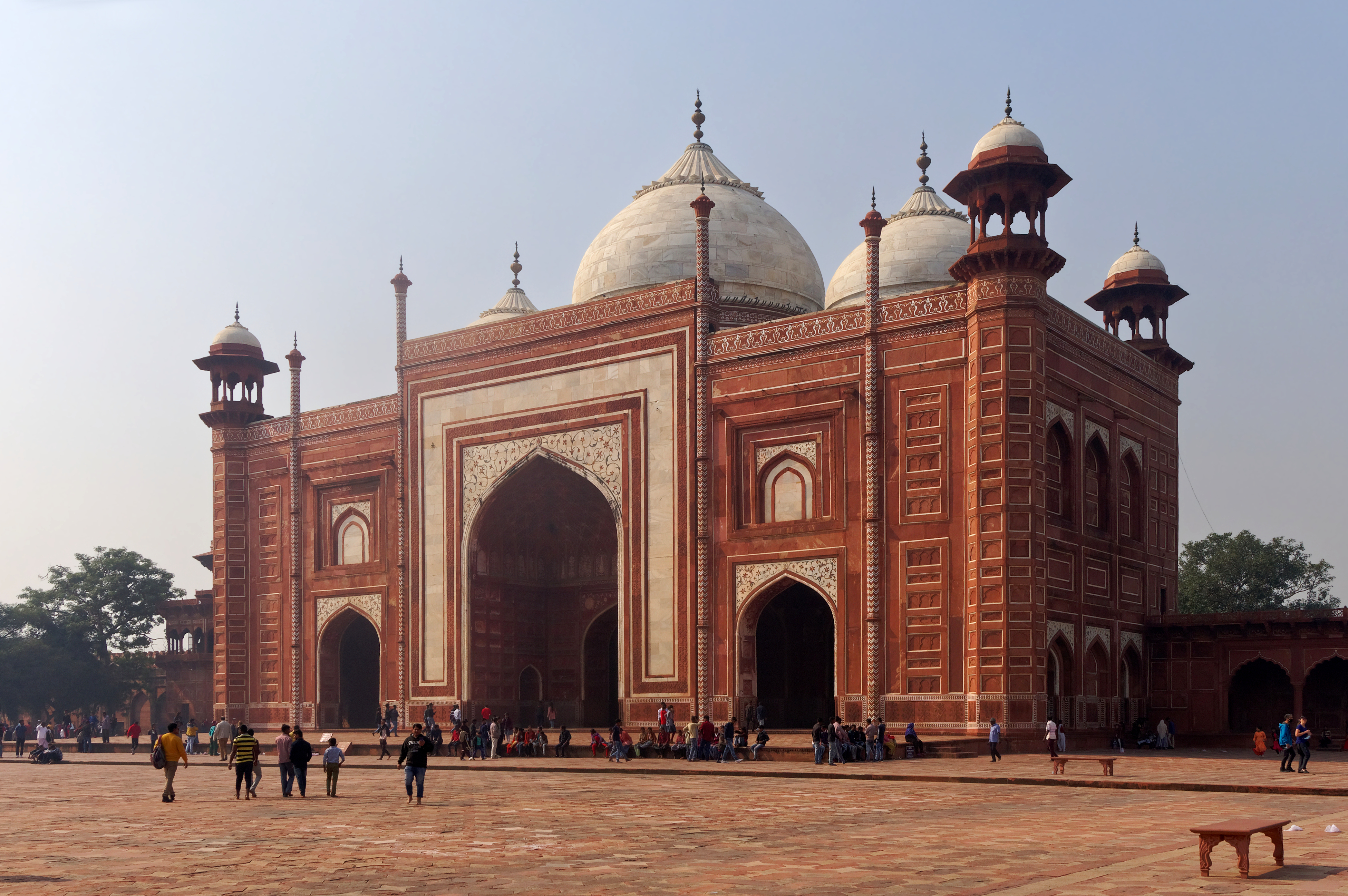
Мечеть Тадж-Махал в Індії є найважливішою пам'яткою Індії для мусульман.

Мусульмани в Індії відзначають Рамадан зі своїми традиціями та звичаями. Індія має одну з найбільших мусульманських спільнот у світі, представники якої зберігають власні традиції та звичаї.

## Історія Рамадану в Індії
Коріння ісламу в Індії сягає середньовіччя, коли мусульмани вперше прибули до Індії. Відтоді мусульманські громади в Індії виросли та розвинули власні традиції Рамадану.

## Традиції та обряди
Під час Рамадану мусульмани Індії дотримуються денного посту, який є одним із п'яти стовпів ісламу. Вони утримуються від їжі та пиття від світанку до заходу сонця. Спільний іфтар після заходу сонця є важливою подією, коли мусульмани збираються в будинках і мечетях, щоб поділитися їжею та напоями.

## Харчування
До популярних страв іфтару та сухуру належать:

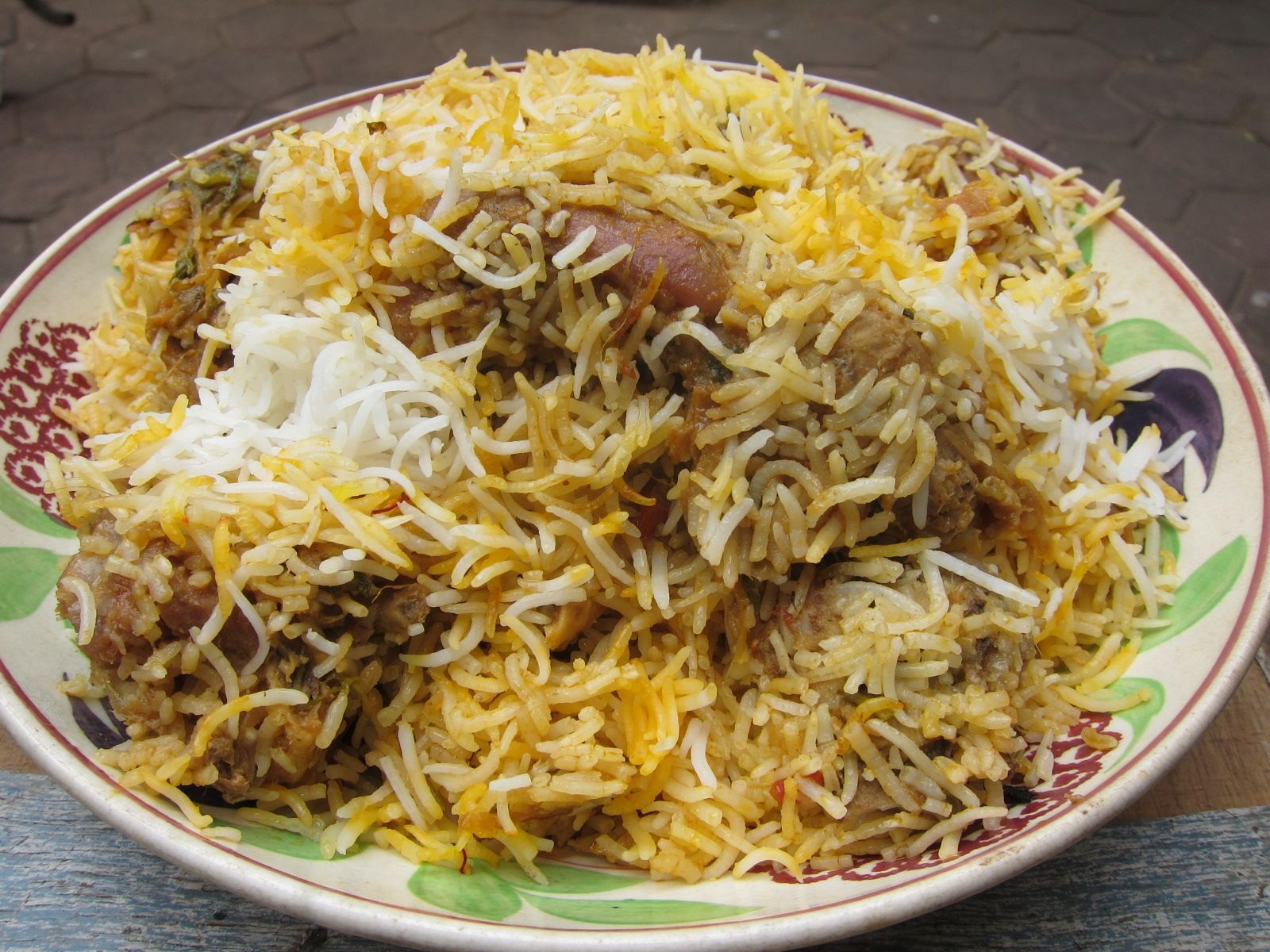
Бір'яні — індійська страва Рамадану.

- Бір'яні: одна з найпопулярніших страв в Індії, це страва з рису, покрита шарами м'яса, курки або овочів, приправлена характерними спеціями та приправами.
- Кебаб: страва зі смаженого м'яса.
- Самоса: популярна закуска на Рамадан.
- Гулаб джамун: солодкі кульки із сухого молока в сиропі.
- Фіріні: традиційний десерт Рамадану, що складається із суміші молока, манної крупи, цукру та горіхів, який подають холодним і прикрашають шафраном.
- Лассі: напій на Індійському субконтиненті, який готується з йогурту, молока, спецій, прянощів, меду, цукру та фруктів.
- Шафрановий торт.

## Візити та соціальні обміни
Під час Рамадану відбуваються взаємні візити між мусульманськими сім'ями, сусідами та близькими друзями різних віросповідань. Обмінюються привітаннями, дарують подарунки, влаштовують багато спеціальних бенкетів і соціальних свят.

## Фестивалі та культурна спадщина
Індійські міста святкують фестивалі Рамадану, які яскраві, сповнені заходів і свят. Наприклад, в Гайдарабаді проходить знаменитий ринок Рамадан, Sharman Ramdan Street, де продаються різноманітні продукти і солодощі. У Делі проводиться фестиваль Фез-ка-Джишн, який включає артистичні виступи та присутність мусаххараті — людини, яка будить вірян на сухур перед світанковою молитвою, щоб підготуватися до посту.